# Rectoria d'Espinelves
La Rectoria d'Espinelves és una casa d'Espinelves (Osona) inclosa a l'Inventari del Patrimoni Arquitectònic de Catalunya.

## Descripció
Edifici religiós. Rectoria de planta rectangular recolzada sobre un desnivell i orientada a migdia, per on el desnivell és més gran i s'hi accedeix a través d'unes escales paral·leles al mur. A la planta baixa hi ha dues finestres, una de les quals és conopial. Al primer pis hi ha finestres laterals i al centre s'obren tres arcs rebaixats sobre cartel·les, amb balconets als extrems i una finestra rectangular al centre. A les golfes s'obren finestretes rectangulars. A la part nord, flanquejant l'església, hi ha diverses obertures i molts afegitons. En aquesta part els murs són esgrafiats.
L'estat de conservació és irregular, la part de migdia està força deteriorada.
La pica baptismal és feta de pedra, i només se'n conserva la copa. Les seves mides aproximades són de 75 cm d'alçada per 1 metre de diàmetre.
És de granit força ben treballat. Les parets del cercle pugen de forma bombada i amb una gruixària d'uns 30 cm. A la part superior s'hi forma una motllura.
L'estat de conservació és mitjà, ja que la part superior està trencada i a més de no tenir peu, es troba recolzada directament al terra.

## Història
La història de la rectoria va lligada a la de l'església, que fou erigida als segles xi i xii, i ampliada i reformada al segle xvi.
Segons les dades constructives de l'edifici, i com consta a la data del portal de migdia (1762), la rectoria es degué restaurar al segle xviii.
La part de tramuntana presenta unes decoracions molt semblants a les de l'ajuntament, el que fa pensar en una reforma feta a la mateixa època que a la casa de la Vila, que duu la data de 1978.
Les dades històriques de la pica baptismal van lligades a les del temple.